# اکس دیباگ

یک UML Component Diagram برای Xdebug و PHP که از طریق مرورگر و یک IDE یکپارچه شده‌اند.

اکس دیباگ (انگلیسی: Xdebug) یک بسط برای PHP است که قابلیت‌های اشکال زدایی (انگلیسی: Debugging) و پروفایلینگ (انگلیسی: Profiling) را فراهم می‌کند. اکس دیباگ از پروتکل اشکال زدایی DBGp استفاده می‌کند.
اطلاعات اشکال زدایی ای که اکس دیباگ می‌تواند ارائه می‌کند شامل موارد زیر است:
- ردیابی پشته و تابع (انگلیسی: Stack and function tace) در پیام‌های خطا:[۲]

- نمایش کامل پارامترها برای توابع تعریف شده توسط کاربر
- نام تابع، نام فایل و مشخص کردن شماره خط کد
- پشتیبانی از توابع عضو

- تخصیص حافظه
- حفاظت برای حلقه بی‌نهایت

اکس دیباگ موارد زیر را هم فراهم می‌کند:
- اطلاعات پروفایلینگ برای اسکریپت‌های PHP[۳]
- تحلیل پوشش کد (انگلیسی: Code coverage analysis)
- قابلیت اشکال زدایی اسکریپت‌ها به صورت تعاملی با یک واسط اشکال زدا.[۴]

اکس دیباگ بوسیله PECL (PHP Extension and Application Repository) هم قابل دسترسی است.